# 106 (nombre)
Cet article concerne le nombre 106. Pour les années, voir 106 et 106 av. J.-C.. Pour la voiture, voir Peugeot 106.
Le nombre 106 (cent-six ou cent six) est l'entier naturel qui suit 105 et qui précède 107.

## En mathématiques
Cent-six est :
- un nombre pentagonal centré,
- un nombre heptagonal centré,
- un nombre 19-gonal, ou enneakaidecagonal,
- le nombre d'arbres à 10 sommets, en théorie des graphes.

## Dans d'autres domaines
Cent-six est :
- le numéro atomique du seaborgium, un métal de transition,
- le numéro de la sourate Quraish dans le Coran,
- le numéro de la galaxie spirale M106 dans le catalogue Messier,
- Ligne 106 (Infrabel).